# Radio Tele Trentino Regionale
Radio Tele Trentino Regionale (RTTR) è un gruppo editoriale radiotelevisivo del Trentino-Alto Adige. Ne fanno parte storicamente l'emittente radiofonica "RTT La Radio" e quella televisiva "RTTR La Televisione", alle quali si sono successivamente aggiunte la all-news "Tv Alpi" (30 novembre 2009), il canale musicale "Rtt Music Tv" (11 marzo 2011), il tematico "Terra Trentina" (31 marzo 2011) e il canale storico "History Lab" (17 ottobre 2011). Tv Alpi e Rtt Music Tv vengono chiuse nel 2014.

## Storia

### RTT La Radio
Fondata a Trento nel 1975 da una cooperativa di cinque giornalisti locali (Ettore Zampiccoli, Armando Detassis, Giampaolo Pretti, Antonino Vischi e Maurizio Struffi) con il nome di Radio Trento e poi Radio Tele Trentino, gli esordi furono quelli pionieristici e "irregolari" comuni alle cosiddette "radio pirata" o "radio libere" dell'epoca, con programmi caratterizzati dagli interventi diretti degli ascoltatori, da dediche, giochi e dall'ampio spazio dedicato alla musica. Nel 1980, pur nell'estrema scarsità di finanziamenti, prese corpo l'iniziativa di creare anche un'emittente televisiva, "Tele Tridentum", e venne coniata l'attuale denominazione comune di RTTR (Radio Tele Trentino Regionale).
La sicurezza economica venne raggiunta nel 1981, quando radio e televisione furono acquisite da Egidio Demarchi, imprenditore trentino attivo nei campi della ristorazione, dell'abbigliamento e del commercio di elettrodomestici ma intenzionato a entrare anche nel settore dell'editoria radiotelevisiva. La nuova proprietà impresse subito all'attività ancora amatoriale delle due emittenti una svolta manageriale e professionale che le portò rapidamente a trasformarsi «in una delle realtà più importanti nel mondo della comunicazione in Trentino», al punto che venticinque anni dopo, nel 2005, il cavalier Demarchi si meritò l'aquila di San Venceslao, sigillo e massimo riconoscimento della città di Trento, per il suo impegno nel campo dell'informazione.
Da settembre 2007 a maggio 2014 viene affidata la direzione artistica Valerio Gallorini che la porta in poco tempo ai vertici di ascolto della regione utilizzando un Format di musica selezionatissima e notizie. Pochi i programmi con conduzione in particolare  Evolution club chart, Super Sound e Diretta Stadio. L'attuale direttore della redazione è Marica Terraneo.

### RTTR La Televisione
È nata tra il 1980 e il 1981, col nome di "Tele Tridentum" da una emittente radiofonica e le prime trasmissione furono fatte in uno scantinato della Chiesa di San Pio X, nel 1981 fu notata da Egidio Demarchi e prese il nome di "RTTR".
Fu la prima televisione del Trentino-Alto Adige, in analogico con 166.000 spettatori giornalieri, ed è stata la tv privata più vista in Trentino-Alto Adige anche in digitale terrestre fino al 2014.
Fa parte del gruppo "Radio Tele Trentino Regionale" nato nel 1975 che accomuna radio e televisioni. Nel 2008 viene nominato direttore generale Valerio Gallorini a seguito dei problemi di salute di De Marchi, il quale un anno dopo muore. La direzione generale di Gallorini dura fino al Maggio 2014. L'attuale direttore della redazione è Marica Terraneo. Il 3 novembre 2011 il canale trasmette il programma di Michele Santoro Servizio pubblico. attraverso la rete di emittenti locali denominata PUBLISHARE.